# Jelani Jenkins
Jelani M. Jenkins (Olney, 12 marzo 1992) è un ex giocatore di football americano statunitense che ha militato nel ruolo di outside linebacker nella National Football League (NFL). Fu scelto nel corso del quarto giro (104º assoluto) del Draft NFL 2013 dai Miami Dolphins. Al college ha giocato a football all’Università della Florida.

## Carriera professionistica

### Miami Dolphins
Jenkins fu scelto nel corso del quarto giro del Draft 2013 dai Miami Dolphins. Debuttò come professionista nella prima gara della stagione, mettendo a segno due tackle contro i Cleveland Browns. La sua stagione da rookie disputando tutte le 16 partite, nessuna come titolare, con 17 tackle.
Divenuto titolare nel 2014, Jenkins nella settimana 3 mise a segno i suoi primi 1,5 sack, guidando i suoi con 14 tackle e un fumble forzato. Da quel momento disputò tutte le gare come titolare tranne una, terminando con 110 tackle, 3,5 sack e 2 fumble forzati.

### Oakland Raiders
Il 20 marzo 2017, Jenkins firmò un contratto annuale con gli Oakland Raiders.

## Statistiche
| Partite totali      | 53  |
| Partite da titolare | 34  |
| Tackle totali       | 163 |
| Sack                | 3,5 |
| Intercetti          | 0   |
| Fumble forzati      | 3   |

Statistiche aggiornate alla stagione 2016